# Norges Handelshøyskole
Norges Handelshøyskole (fork. NHH) er en norsk handelshøjskole, der er beliggende i Bergen. 
Siden grundlæggelsen i 1936 har NNH været en af Norges førende institutioner indenfor uddannelse og forskning i økonomi og erhvervsvidenskab. NNH har 2.700 studerende og ca. 400 ansatte, hvoraf 210 er videnskabelige. 